# کوه کاپودچوغ
کاپودچوغ (ارمنی: Կապուտջուղبه معنی شعبه آبی); (ترکی آذربایجانی: Qapıcıqبه معنی در کوچک) کوهی که در مرز ارمنستان و جمهوری خودمختار نخجوان (جمهوری آذربایجان) واقع شده است و ۳٬۹۰۵ متر از سطح دریا ارتفاع دارد.